# فيلاج رود شو بيكتشرز
فيلاج رود شو بيكتشرز (بالإنجليزية: Village Roadshow Pictures)‏ هي شركة أسترالية تقوم بإنتاج الأفلام، تأسست عام 1971 ويقع مقرها في ملبورن، فيكتوريا.

## الأعمال

### أفلام
| السنة | اسم الفيلم              |
| ----- | ----------------------- |
| 2013  | غاتسبي العظيم           |
|       | فرقة العصابات           |
|       | المحظوظ (فيلم)          |
|       | الظلال الداكنة (فيلم)   |
|       | شارلوك هولمز: لعبة ظلال |
|       | غران تورينو (فيلم)      |
|       | رجل نعم                 |
|       | جيت سمارت (فيلم)        |
|       | شارلوك هولمز (2009)     |

## وصلات خارجية
- فيلاج رود شو بيكتشرز على موقع IMDb (الإنجليزية)

- الموقع الإلكتروني